# Чисекеди, Этьен
Этьен Чисекеди ва Мулумбу (фр. Étienne Tshisekedi; 14 декабря 1932, Лулуабург, Бельгийское Конго — 1 февраля 2017, Брюссель, Бельгия) — конголезско-заирский государственный деятель, политик. Премьер-министр Республики Заир (1991, 1992 и 1997). Доктор права.

## Биография
Представитель народа Луба. Брат епископа Жерара Мулумба Калемба. Обучался на юридическом факультете Университета Лованиум (Université Lovanium) в Леопольдвиле (ныне Киншаса); в 1961 году получил докторскую степень, был первым конголезцем, получившим докторскую степень в области права.
Был советником Патриса Лумумбы, руководителя партии Национальное движение Конго. В начале 1960-х годов занимал пост министра юстиции епаратистского государства Южное Касаи. В начале 1961 года президент Жозеф Касавубу назначил генеральным директором Национальной школы права и администрации. В ноябре 1965 года Чисекеди принял участие во втором перевороте Мобуту, который привёл к отставке президента Касавубу. Был высокопоставленным членом различных правительств, сформированных диктатором Мобуту Сесе Секо.
Главный лидер конголезской оппозиции на протяжении десятилетий. Хотя Чисекеди и служил в правительстве диктатора Мобуту Сесе Секо на различных должностях, он также возглавлял кампанию против Мобуту и был одним из немногих политиков, бросивших вызов диктатору. В 1980 году Чисекеди был брошен в тюрьму за критику репрессивного режима Мобуту; правительство Мобуту неоднократно сажало его в тюрьму.
В начале 1980-х годов создал ныне старейшую существующую политическую партию Демократической Республики Конго, оппозиционную к многолетнему главе страны Мобуту партию «Союз за демократию и социальный прогресс».
Чисекеди и его партия бойкотировали президентские выборы 2006 года, организованные в Конго, заявив, что выборы были сфальсифицированными и систематически фальсифицировались ранее.
Чисекеди был кандидатом в президенты Конго на выборах 2011 года, которые, по мнению многих национальных и международных наблюдателей, не заслуживают доверия. Официально проиграв действующему президенту Жозефу Кабиле, Чисекеди, тем не менее, объявил себя «избранным президентом» Конго. За что новые власти поместили его под неофициальный домашний арест.
Отец политика Феликса Чисекеди, председателя «Союза за демократию и социальный прогресс», Президента Демократической Республики Конго с 24 января 2019 года.
Умер на лечении тяжёлой болезни в Бельгии.